# 1 kompania Baonu średzkiego
1 kompania Baonu średzkiego - ochotnicza kompania piechoty biorąca udział w powstaniu wielkopolskim. Jednostka została sformowana z inicjatywy dwóch adiutantów Baonu średzkiego - Edmunda Bembnisty oraz Jana Kowalskiego. Początkowo liczyła 216 ludzi, jej ostateczny stan bojowy wynosił 225 osób.